# Храмн

Франкское государство в 556—560 годах

Храмн (между 520 и 540 — декабрь 560, Ванн, Бретань) — правивший в 555—560 годах в Аквитании король франков из династии Меровингов.
Имя Храмн на франкском означает «Ворон».

## Биография

### Храмн становится королём
Храмн был сыном короля Хлотаря I и Хунзины.
В 555 году умер Теодебальд и его королевство попало под власть Хлотаря I, который женится на его вдове Вульдетраде. Помимо владений в Австразии, он получил ряд городов в Аквитании, таких как Клермон, Жаволь, Ле-Пюи, Каор, Лимож, Альби, Родез, Лодев, Оз, Бурж и некоторые другие. Вот этими городами Хлотарь и поставил владеть своего сына Храмна, дав ему королевские полномочия и соответствующий титул. Тот, чтобы вступить в формальные права владения этими землями, следуя германскому обычаю, отправился объезжать новые владения.

### Храмн в Оверни
Храмн, пребывая в Клермоне, согласно Григорию Турскому, совершил много безрассудных поступков. Он не любил того, кто мог дать ему хороший и полезный совет, а любил только ничтожных, безнравственных молодых людей, которых он собирал вокруг себя; он прислушивался к их советам и им же приказывал силой похищать дочерей у сенаторов. Он сместил графа города Фирмина, а на его место поставил Саллюстия. Опасаясь над собой расправы, Фирмин со своей тёщей укрылся в церкви, но был обманом выманен оттуда и схвачен. Хотя им и удалось бежать из под стражи, имущество их было передано казне.
Вмешивался Храмн и в церковные дела, питая ненависть к епископу Клермона Каутину, он строил тому разнообразные козни. Яростным подстрекателем Храмна на дурные дела, по словам Григория Турского, был некий Лев из Пуатье, который отличался ненасытной жадностью и свирепостью. Хотя этого Льва вскоре разбил паралич и он скоропостижно скончался, однако другому советнику при Храмне отличавшемуся «во всякой благости» гражданину Клермона Асковинду, который старался силой удержать его от дурного поведения, это не удавалось. За свои дурные действия, по мнению современников, он был божьим повелением наказан тяжкой болезнью, так что от сильной лихорадки у него выпали на голове волосы. Для короля Меровингской династии потеря волос была тяжким ударом, ведь эти короли, в отличие от остальных франков, не стригли волос со дня рождения и именно в длине их волос заключался знак королевского достоинства. Получалось, что сам Господь отвернулся от него и лишил его королевского сана и своего благорасположения. Но даже этот божий знак не вернул его на путь истинный.

### Храмн вступает в союз с Хильдебертом I, направленный против отца
Между тем из-за того, что король Хлотарь, захватив всё королевство Теодебальда ничем не поделился с Хильдебертом между братьями возникла сильная вражда. По наущению Хильдеберта саксы вторглись во владения Хлотаря и разорили все до самого города Дойца. Храмн же, покинув Клермон, пришёл в Пуатье и занял его, несмотря на сопротивление герцога Австрапия. Там он жил в роскоши и, соблазнённый советом недоброжелателей, задумал перейти на сторону своего дяди Хильдеберта, замышляя козни против отца. Тогда они, через тайных послов, поклялись друг другу в верности и единодушно составили заговор против Хлотаря. Храмн же, вступив в этот союз, возвратился в Лимож и подчинил своей власти те земли в королевстве своего отца, которые он раньше объехал. Таким образом Храмн создал своё государство, получившее впоследствии название — «Первого Аквитанского королевства». Часть аквитанской знати не преминула воспользоваться случаем и выступить против франков, примкнув к Храмну.
Хлотарь послал против Храмна своих сыновей Хариберта и Гунтрамна. Когда они проходили через Клермон, то узнали, что Храмн находится в Лиможе. Они дошли до горы, называемой Чёрной, и там нашли его. Разбив палатки, они расположились против него лагерем и послали к нему посольство сказать, чтобы он возвратил захваченные им не по праву отцовские владения, в противном случае пусть он готовится к битве. А так как Храмн делал вид, что он покорен отцу, и говорил: «Я не могу отказаться от всех областей, которые я объехал, и с милостивого согласия отца я желал бы оставить их под своей властью», то они потребовали решить этот спор сражением. Когда же оба войска, вооружившись, выступили и сошлись для битвы, внезапно поднялась буря, сопровождаемая яркой молнией и громом, и помешала им сразиться. Но, вернувшись в лагерь, Храмн коварным образом через иноземца известил братьев о мнимой смерти отца (как раз в то время Хлотарь вёл войну с саксами). Испуганные этим сообщением, они с большой поспешностью возвратились в Бургундию. Храмн отправился вслед за ними с войском, дошёл до города Шалона, осадил его и захватил. Затем он стал лагерем у крепости Дижон. Однако взять ему эту крепость не удалось. А Хильдеберт, до которого тоже дошли ложные вести о смерти Хлотаря, захватил Реймскую Шампань и дошёл до самого Реймса. Храмн же лично приехал в Париж, где заключил с Хильдебертом союз на верность и любовь и поклялся в том, что он самый злейший враг своему отцу.

### Казнь Храмна

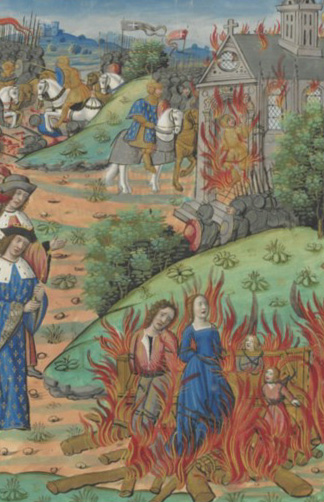
Пожар в базилике святого Мартина в Туре; сражение между бретонами и войском Хлотаря; смерть Храмна. Гийом Crétin, Большие французские хроники. После 1515 года, Руан. Национальная библиотека Франции

В 558 году умер Хильдеберт, не оставив наследников, и Хлотарь завладел его царством, объединив, таким образом, всё Франкское государство под своей властью. Лишившись союзника, Храмн помирился с отцом, но вскоре нарушил ему верность. К тому же у Храмна испортились отношения со своим тестем Вилиахаром до такой степени, что Велиахар был вынужден вместе со своей женой укрыться от него в базилике святого Мартина в Туре, причём по вине этого Велиахара эта базилика сгорела.
Преследуемый Хлотарём Храмн отправился в Бретань и укрылся там со своей женой и детьми у бретонского графа Хонообера. В 560 году Хлотарь совершил поход в Бретань. Храмн с бретонами выступили против него, но были разбиты и обращены в бегство. Хонообер пал в бою. Храмн бежал к морю, где у него были наготове корабли, но был настигнут воинами своего отца, пленён и связан. Хлотарь приказал сжечь его вместе с женой и детьми. Их заперли в хижине какого-то бедняка; там Храмна повалили на скамью и задушили платком. Затем загорелась хижина. Так в декабре 560 года погиб Храмн с женой и дочерьми.